# Sargocentron caudimaculatum
Sargocentron caudimaculatum là một loài cá biển thuộc chi Sargocentron trong họ Cá sơn đá. Loài này được mô tả lần đầu tiên vào năm 1838.

## Từ nguyên
Từ định danh caudimaculatum được ghép bởi hai âm tiết trong tiếng Latinh: caudis (số nhiều của cauda, “đuôi”) và maculatum (“đốm”), hàm ý đề cập đến đốm trắng bạc (thường biến mất sau khi chết) ở cuống đuôi, ngay cuối gốc vây lưng của loài cá này.

## Phân bố và môi trường sống
S. caudimaculatum có phân bố rộng khắp vùng Ấn Độ Dương - Thái Bình Dương, từ Biển Đỏ dọc theo Đông Phi, trải dài về phía đông đến quần đảo Line và Polynésie thuộc Pháp, ngược lên phía bắc đến Nam Nhật Bản (gồm cả quần đảo Ogasawara), giới hạn phía nam đến Nam Phi và Úc.
Ở Việt Nam, S. caudimaculatum được ghi nhận tại cù lao Chàm, đảo Lý Sơn, ngài khơi Bình Thuận, vịnh Nha Trang, Côn Đảo cùng quần đảo Hoàng Sa và quần đảo Trường Sa.
Thông qua kênh đào Suez, S. caudimaculatum đã đến được Địa Trung Hải, khi một cá thể được bắt tại bán đảo Bon (phía đông bắc Tunisia) ở độ sâu 60 m. Cá thể được xác định là loài này bằng cách nhận dạng phân tử qua mã vạch DNA.
S. caudimaculatum sống đơn độc hoặc theo nhóm trên rạn san hô, từ đầm phá đến các rạn xa bờ, độ sâu đến ít nhất là 45 m.

## Mô tả
Chiều dài cơ thể lớn nhất được ghi nhận ở S. caudimaculatum là 25 cm, thường bắt gặp với chiều dài trung bình là 18 cm. Cá có màu đỏ, khoảng 1/3 thân sau thường có màu trắng; vảy cá viền trắng bạc. Một đốm lớn, trắng bạc trên cuống đuôi, gần cuối gốc vây lưng. Gai vây lưng màu đỏ tươi. Các vây trong mờ, có viền đỏ thắm.
Số gai ở vây lưng: 11; Số tia vây ở vây lưng: 13–15; Số gai ở vây hậu môn: 4; Số tia vây ở vây hậu môn: 8–10; Số tia vây ở vây ngực: 13–15; Số vảy đường bên: 38–43.

## Sinh thái
S. caudimaculatum là loài sống về đêm, thức ăn chủ yếu là cua và tôm.
Qua giải mã trình tự gen 12S rRNA, S. caudimaculatum được xếp vào nhóm chị em với Sargocentron spiniferum.

## Giá trị
S. caudimaculatum có giá trị thương mại nhỏ, cũng xuất hiện trong hoạt động buôn bán cá cảnh.